# Vriesea grandiflora
Vriesea grandiflora är en gräsväxtart som beskrevs av Elton Martinez Carvalho Leme. Vriesea grandiflora ingår i släktet Vriesea och familjen Bromeliaceae. Inga underarter finns listade i Catalogue of Life.